# Vae victis
Vae victis! лат.(изговор: ве виктис) Тешко побијеђенима. (Брен)

## Поријекло изреке
Ово је изрекао, према ријечима историчара Тита Ливија, галски војсковођа Брен, када је у четвртом вијеку прије нове ере освојио и опљачкао Рим.

## Значење
Побијеђени, не надајте се добром! Побијеђени, јао вама!